# Buffalo Bills 1990
La stagione 1990 dei Buffalo Bills è stata la 21ª della franchigia nella National Football League, la 31ª complessiva. Sotto la direzione del capo-allenatore Marv Levy, la squadra terminò con un record di 13-3, vincendo la propria division per il terzo anno consecutivo. Nei playoff eliminò prima i Miami Dolphins e poi i Los Angeles Raiders, qualificandosi per il primo Super Bowl della sua storia. Lì fu battuta per un solo punto dai New York Giants. I Bills ebbero la possibilità di calciare il field goal della vittoria a pochi secondi dal termine ma il placekicker Scott Norwood sbagliò dalla distanza di 47 yard, un errore divenuto celebre come Wide Right.
L'attacco dei Bills fu il migliore della lega con 428 punti segnati (26,75 a partita) mentre la difesa concesse 263 punti (sesta nella NFL). Il loro differenziale di 165 punti (10,3 a partita) fu il migliore della lega nel 1990 e il migliore nella storia della franchigia. I 48 touchdown offensivi di Buffalo (28 passati, 20 corsi) furono anch'essi il risultato migliore della NFL
Il defensive end Bruce Smith fu premiato come miglior difensore dell'anno della NFL, dopo avere fatto registrare 101 tackle, 4 fumble forzati e un record di franchigia di 19 sack.
Questa stagione fu documentata nella puntata del 2 ottobre 2008 di America's Game: The Missing Rings, come una delle migliori cinque squadre a non avere vinto il Super Bowl.

## Roster
| Roster dei Buffalo Bills nel 1990 |
| --- |
| Quarterback - 7 Gale Gilbert - 12 Jim Kelly - 14 Frank Reich Running Back - 23 Kenneth Davis - 33 Eddie Fuller - 35 Carwell Gardner FB - 41 Jamie Mueller FB - 30 Don Smith - 34 Thurman Thomas Wide Receiver - 82 Don Beebe - 85 Al Edwards - 80 James Lofton - 83 Andre Reed - 89 Steve Tasker RS - 86 Vernon Turner Tight End - 84 Keith McKeller - 88 Pete Metzelaars - 87 Butch Rolle Offensive Linemen - 75 Howard Ballard T - 65 John Davis G - 59 Mitch Frerotte G - 67 Kent Hull C - 63 Adam Lingner C - 74 Glenn Parker T - 51 Jim Ritcher G - 69 Will Wolford T Defensive Linemen - 92 Gary Baldinger DE/NT - 98 Jeff Hunter DE - 73 Mike Lodish NT - 94 Mark Pike DE - 96 Leon Seals DT - 78 Bruce Smith DE - 91 Jeff Wright NT Linebacker - 54 Carlton Bailey OLB - 97 Cornelius Bennett ILB - 50 Ray Bentley ILB - 58 Shane Conlan ILB - 99 Hal Garner OLB - 57 Matt Monger OLB - 53 Marvcus Patton OLB - 56 Darryl Talley ILB Defensive Back - 20 Richard Carey CB - 45 Dwight Drane SS - 49 John Hagy FS - 26 Chris Hale CB - 27 Cliff Hicks CB - 47 Kirby Jackson CB - 38 Mark Kelso FS - 37 Nate Odomes CB - 43 Kim Phillips DB - 29 David Pool CB - 46 Leonard Smith SS - 31 James Williams CB Special Team - 6 John Nies P - 11 Scott Norwood K - 10 Rick Tuten P |
| Legenda - I rookie sono in corsivo. - Il primo ruolo è il principale mentre gli eventuali successivi indicano i ruoli secondari. - (IR) sta per Injured Reserve ed indica la lista ristretta per un solo giocatore infortunato che può tornare ad allenarsi dopo la settimana 6 e a rientrare in prima squadra dopo che questa ha giocato 8 partite. - (NF-Inj.) / (NF-Ill.) stanno rispettivamente per Non-Football Injured e Non-Football Illness ed indicano le liste dove viene inserito un giocatore che ha un infortunio o una malattia non dipendente dal football americano. - (PUP) sta per Physically Unable to Perform ed indica la lista dove viene inserito un giocatore mentre è in attesa di recuperare la condizione fisica. Nella stagione regolare dopo la sesta partita giocata dalla propria squadra, il giocatore ha tempo tre settimane per riprendere ad allenarsi, più tre settimane aggiuntive dal suo rientro agli allenamenti per rientrare in prima squadra. |

Fonte:

## Calendario
| Stagione regolare |                    |                         |                    |                    |                             |                    |
| Turno             | Data               | Avversario              | Risultato          | Record             | Stadio                      | Pubblico           |
| 1                 | 9 settembre 1990   | Indianapolis Colts      | V 26–10            | 1–0                | Rich Stadium                | 78,899             |
| 2                 | 16 settembre 1990  | at Miami Dolphins       | S 7–30             | 1–1                | Joe Robbie Stadium          | 68,142             |
| 3                 | 24 settembre 1990  | at New York Jets        | V 30–7             | 2–1                | Giants Stadium              | 69,927             |
| 4                 | 30 settembre 1990  | Denver Broncos          | V 29–28            | 3–1                | Rich Stadium                | 74,393             |
| 5                 | 7 ottobre 1990     | Los Angeles Raiders     | V 38–24            | 4–1                | Rich Stadium                | 80,076             |
| 6                 | Settimana di pausa | Settimana di pausa      | Settimana di pausa | Settimana di pausa | Settimana di pausa          | Settimana di pausa |
| 7                 | 21 ottobre 1990    | New York Jets           | V 30–27            | 5–1                | Rich Stadium                | 79,002             |
| 8                 | 28 ottobre 1990    | at New England Patriots | V 27–10            | 6–1                | Sullivan Stadium            | 51,959             |
| 9                 | 4 novembre 1990    | at Cleveland Browns     | V 42–0             | 7–1                | Cleveland Municipal Stadium | 78,331             |
| 10                | 11 novembre 1990   | Phoenix Cardinals       | V 45–14            | 8–1                | Rich Stadium                | 74,904             |
| 11                | 18 novembre 1990   | New England Patriots    | V 14–0             | 9–1                | Rich Stadium                | 74,729             |
| 12                | 25 novembre 1990   | at Houston Oilers       | S 24–27            | 9–2                | Astrodome                   | 60,130             |
| 13                | 2 dicembre 1990    | Philadelphia Eagles     | V 30–23            | 10–2               | Rich Stadium                | 79,320             |
| 14                | 9 dicembre 1990    | at Indianapolis Colts   | V 31–7             | 11–2               | Hoosier Dome                | 53,268             |
| 15                | 15 dicembre 1990   | at New York Giants      | V 17–13            | 12–2               | Giants Stadium              | 66,893             |
| 16                | 22 dicembre 1990   | Miami Dolphins          | V 24–14            | 13–2               | Rich Stadium                | 80,325             |
| 17                | 30 dicembre 1990   | at Washington Redskins  | S 14–29            | 13–3               | RFK Stadium                 | 52,397             |

## Playoff
| Playoff          |                 |                        |           |        |               |
| Turno            | Data            | Avversario             | Risultato | Record | Stadio        |
| Divisional       | 12 gennaio 1991 | Miami Dolphins         | V 44–34   | 1-0    | Rich Stadium  |
| AFC Championship | 20 gennaio 1991 | at Los Angeles Raiders | V 51–3    | 2–0    | Rich Stadium  |
| Super Bowl XXV   | 27 gennaio 1991 | New York Giants        | S 19–20   | 2–1    | Tampa Stadium |

## Classifiche
| AFC East             |    |    |   |      |     |      |     |     |     |
|                      | V  | S  | P | %    | DIV | CONF | PF  | PS  | STR |
| (1) Buffalo Bills    | 13 | 3  | 0 | .813 | 7–1 | 10–2 | 428 | 263 | S1  |
| (4) Miami Dolphins   | 12 | 4  | 0 | .750 | 7–1 | 10–2 | 336 | 242 | V1  |
| Indianapolis Colts   | 7  | 9  | 0 | .438 | 3–5 | 5–7  | 281 | 353 | S1  |
| New York Jets        | 6  | 10 | 0 | .375 | 2–6 | 4–10 | 295 | 345 | V2  |
| New England Patriots | 1  | 15 | 0 | .063 | 1–7 | 1–11 | 181 | 446 | S14 |

## Premi
- Bruce Smith:

difensore dell'anno